# Julian Sturdy
Julian Sturdy (ur. 3 czerwca 1971) – brytyjski polityk i rolnik, członek Partii Konserwatywnej. Od 2010 roku poseł do Izby Gmin z okręgu York Outer.

## Życiorys
Jest synem Roberta Sturdy'ego, polityka Partii Konserwatywnej, deputowanego do Parlamentu Europejskiego w latach 1994-2014. Urodził się i dorastał w Yorkshire.
Studiował na Harper Adams University.
W latach 2002–2007 był radnym dystryktu Harrogate. W 2005 bez powodzenia startował w wyborach do Izby Gmin z okręgu Scunthorpe. W 2010 został wybrany posłem do Izby Gmin z okręgu York Outer, uzyskał reelekcję w wyborach w 2015, 2017 i 2019 roku.